# DAX
DAX (antigamente, em alemão: Deutscher Aktienindex) é uma relação das 40 companhias abertas de melhor performance financeira da Alemanha, com base no sistema Xetra da Bolsa de Valores de Frankfurt.
DAX foi criado em 1 de Julho de 1988, seu valor inicial era de 1000 pontos. O índice é calculado pela empresa Deutsche Börse AG.
Aos 24 de Novembro de 2020 a Deutsche Börse declarou sobre a ampliação de composição do índice a dez componentes adicionais com finalidade a representar mais detalhadamente a estrutura moderna da economia da Alemanha. A ampliação teve lugar em 3º trimestre de 2021, alterando de 30 para 40 empresas na relação.

## Cálculo de índice
Desde o Janeiro de 2016 o índice é calculado cada dia comercial das 9:00 da manhã do Horário da Europa Central. Durante o cálculo de DAX são usados os preços de ações na bolsa eletrônica XETRA.
Para o cálculo baseado sobre a fórmula de Étienne Laspeyres os preços de ações de empresas com cotização de títulos na bolsa são ponderados de acordo com sua capitalização de mercado.
São levados em conta apenas as ações que ficam na circulação livre. Se o capital da empresa for dividido em vários tipos de ações (por exemplo, ações ordinários e ações privilegiadas) será usado o tipo de ações com uma liquidez mais alta.

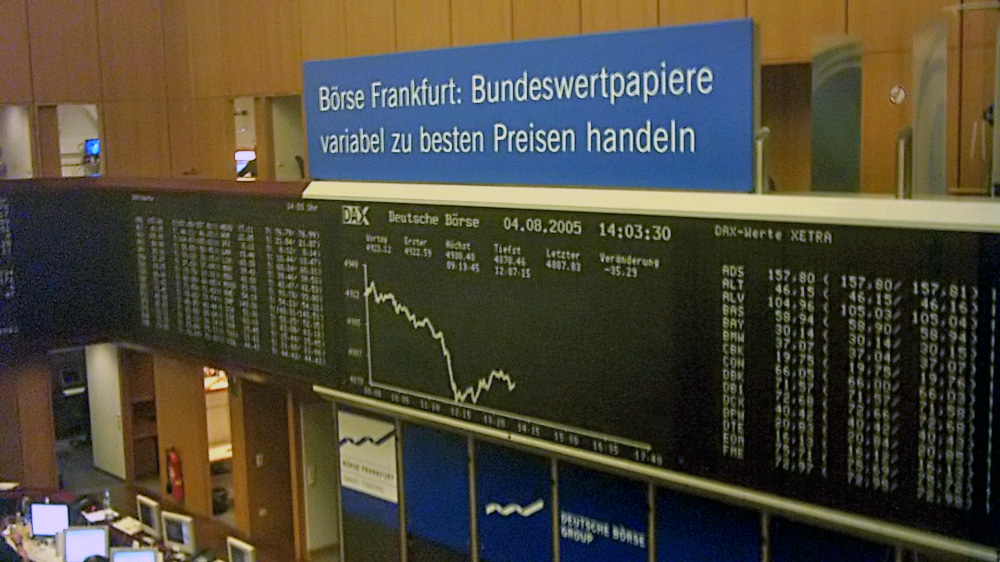
DAX chart in the Frankfurt Stock Exchange

## Critérios de seleção
Desde o Setembro de 2021 as empresas têm direito a incluir no DAX apenas de um critério principal – de capitalização de mercado da sociedade anónima. É levado em conta o custo total de todas as ações que ficam na circulação livre e não nas mãos dos investidores estratégicos. Os demais critérios anteriores, tais como por exemplo a atividade de comércio destes títulos, têm passado.
Adicionalmente é incluída nova condição estrita: os candidatos de DAX 40 devem trabalhar, como mínimo, durante dois anos com benefício, assim como apresentar regularmente não apenas os informes anuais e semi-anuais, senão trimestrais que passaram uma certa auditoria.
A ação pode se excluir do índice entre as datas de re-equilíbrio se seu peso superar 10%, e a volatilidade histórica de 30 dias do preço de ação superar 250%.

## Composição
Composição do índice em 22 de abril de 2025.
| Nome                   | Sector (segundo o ICB)                                                          | Logo | Peso no índice em % | Entrada no índice      | Sede                     |
| ---------------------- | ------------------------------------------------------------------------------- | ---- | ------------------- | ---------------------- | ------------------------ |
| Adidas                 | Bens de uso pessoal                                                             |      | 2,33                | 22 de junho de 1998    | Herzogenaurach           |
| Airbus                 | Aviação, viagens espaciais, armamentos                                          |      | 6,26                | 20 de setembro de 2021 | Leida                    |
| Allianz                | Seguros de não vida                                                             |      | 7,12                | 1 de julho de 1988     | Munique                  |
| BASF                   | Produtos químicos                                                               |      | 3,53                | 1 de julho de 1988     | Ludwigshafen             |
| Bayer                  | Produtos químicos                                                               |      | 4,31                | 1 de julho de 1988     | Leverkusen               |
| Beiersdorf             | Bens de uso pessoal                                                             |      | 0,95                | 22 de dezembro de 2008 | Hamburgo                 |
| BMW                    | Automóveis e componentes                                                        |      | 2,95                | 1 de julho de 1988     | Munique                  |
| Brenntag               | Produtos químicos                                                               |      | 0,92                | 20 de setembro de 2021 | Essen                    |
| Commerzbank            | Bancos                                                                          |      | 0,89                | 1 de julho de 1988     | Frankfurt am Main        |
| Continental            | Automóveis e componentes                                                        |      | 0,64                | 24 de setembro de 2012 | Hannover                 |
| Daimler Truck          | Automóveis e componentes                                                        |      | 1,24                | 21 de março de 2022    | Stuttgart                |
| Deutsche Bank          | Bancos                                                                          |      | 1,61                | 1 de julho de 1988     | Frankfurt am Main        |
| Deutsche Börse         | Serviços financeiros                                                            |      | 2,61                | 23 de dezembro de 2002 | Frankfurt am Main        |
| Deutsche Post          | Transporte industrial                                                           |      | 3,49                | 19 de março de 2001    | Bonn                     |
| Deutsche Telekom       | Telecomunicações                                                                |      | 5,57                | 18 de novembro de 1996 | Bona                     |
| E.ON                   | Gas, água e serviços múltiplos                                                  |      | 1,92                | 19 de junho de 2000    | Düsseldorf               |
| Fresenius              | Serviços e equipamentos de cuidados de saúde                                    |      | 1,019               | 23 de março de 2009    | Bad Homburg vor der Höhe |
| Fresenius Medical Care | Médico                                                                          |      | 0,555               | 27 de dezembro de 2024 | Hof                      |
| Hannover Re            | Seguros                                                                         |      | 0,95                | 21 de março de 2022    | Hanôver                  |
| Heidelberg Materials   | Construção e materiais                                                          |      | 0,84                | 21 de junho de 2010    | Heidelberg               |
| Henkel                 | Produtos de uso doméstico                                                       |      | 0,99                | 1 de julho de 1988     | Düsseldorf               |
| Infineon Technologies  | Hardware & equipamento de alta tecnologia                                       |      | 3,99                | 21 de setembro de 2009 | Neubiberg                |
| Mercedes-Benz Group    | Automóveis                                                                      |      | 5,2                 | 21 de dezembro de 1998 | Stuttgart                |
| Merck                  | Farmacêuticas e biotecnologia                                                   |      | 1,75                | 18 de junho de 2007    | Darmstadt                |
| MTU Aero Engines       | Aviação                                                                         |      | 0,99                | 23 de setembro de 2019 | Munique                  |
| Munich Re              | Seguros de não vida                                                             |      | 3,77                | 23 de setembro de 1996 | Munique                  |
| Porsche Holding        | Holding                                                                         |      | 0,71                | 20 de setembro de 2021 | Stuttgart                |
| Qiagen                 | Biotecnologia                                                                   |      | 0,78                | 20 de setembro de 2021 | Venlo                    |
| Rheinmetall            | Tecnologia de defesa, automóveis                                                |      | 0,92                | 20 de março de 2023    | Düsseldorf               |
| RWE                    | Gás, água e serviços múltiplos                                                  |      | 2,25                | 1 de julho de 1988     | Essen                    |
| SAP SE                 | Software e serviços informáticos                                                |      | 10,60               | 18 de setembro de 1995 | Walldorf (Baden)         |
| Sartorius              | Biotecnologia, laboratórios                                                     |      | 0,71                | 20 de setembro de 2021 | Gotinga                  |
| Siemens                | Produtos industriais gerais                                                     |      | 9,75                | 1 de julho de 1988     | Berlim e Munique         |
| Siemens Energy         | Tecnologia para eletricidade                                                    |      | 0,86                | 19 de setembro de 2022 | Munique                  |
| Siemens Healthineers   | Tecnologia médica                                                               |      | 1,18                | 20 de setembro de 2021 | Erlangen                 |
| Symrise                | Alimentos, produtos químicos, cosméticos, bens de consumo, fragrâncias, sabores |      | 0,98                | 20 de setembro de 2021 | Holzminden               |
| Volkswagen             | Automóveis e componentes                                                        |      | 2,30                | 1 de julho de 1988     | Wolfsburg                |
| Vonovia                | Investimentos e serviços imobiliários                                           |      | 1,07                | 24 de setembro de 2012 | Bochum                   |
| Zalando                | Moda                                                                            |      | 0,50                | 20 de setembro de 2021 | Berlim                   |